# Table d'orientation de Montrond
La table d'orientation de Montrond est un site archéologique situé à Mijoux, en France.

## Localisation
Le site est situé dans le département français de l'Ain, sur la commune de Mijoux.

## Historique
L'édifice est classé au titre des monuments historiques en 1936.